# Lucius Cassius Hemina
Lucius Cassius Hemina (Rome, ca. 200 v.Chr. - aldaar, ca. 140 v.Chr.) was een Romeins historicus die een geschiedkundig werk schreef over Rome.
Het werk was opgesteld in Latijns proza in navolging van Cato de Oude. Cassius Hemina koos er echter voor om het zeer strikt annalistisch op te bouwen. Het werk begon met de stichting van Rome en eindigde met de Derde Punische Oorlog in 146 v.Chr.. Het bestond uit vier boeken: Het eerste boek vertelde de oergeschiedenis, het tweede de stichtingsgeschiedenis, het derde ging tot de Tweede Punische Oorlog en het vierde boek tot de Derde Punische Oorlog. Het werk had veel aandacht voor sociale en cultuurhistorische bijzonderheden (monumenten, topografie en aetiologie). Hemina's Annales zijn grotendeels verloren gegaan en slechts enkele fragmenten zijn bewaard. 